# Jundiaí do Sul
Jundiaí do Sul är en kommun i Brasilien.   Den ligger i delstaten Paraná, i den södra delen av landet, 900 km söder om huvudstaden Brasília. Antalet invånare är 3 433.
Omgivningarna runt Jundiaí do Sul är huvudsakligen savann. Runt Jundiaí do Sul är det glesbefolkat, med 16 invånare per kvadratkilometer.